# De prins van Egypte
De prins van Egypte (originele titel: The Prince of Egypt) is een Amerikaanse animatiefilm uit 1998 geregisseerd door Brenda Chapman en Steve Hickner met muziek van Hans Zimmer en Stephen Schwartz. De Engelse stemmen van de hoofdrollen worden ingesproken door Val Kilmer en Ralph Fiennes. De film won een Oscar voor beste lied en was ook genomineerd voor een Grammy en Golden Globe.

## Verhaal
Het verhaal begint in het oude Egypte waar de Hebreeuwen als slaven worden gebruikt om de bouwwerken voor farao Seti te bouwen. Een moeder redt haar zoontje Mozes van de wreedheden van deze farao door hem in een mandje aan de rivier de Nijl toe te vertrouwen.
De vrouw van de farao vindt dit mandje en tezamen met haar zoontje Ramses groeit Mozes aan het paleis van de farao op.
Wanneer Mozes ouder is, komt hij per ongeluk zijn echte broer Aäron en zus Miriam tegen. Zij proberen hem duidelijk te maken dat hij hun broer is en dat de farao niet zijn vader is. Mozes gelooft hen in eerste instantie niet, maar begint wel te twijfelen. Door deze ontmoeting kijkt Mozes wel anders tegen zijn leven als prins van Egypte aan.
De volgende dag ziet Mozes een van de soldaten van de farao een wreedheid begaan tegen een oudere slaaf. Mozes redt deze man, maar doodt hierbij per ongeluk de soldaat door hem van een steiger te duwen. Vertwijfeld vlucht Mozes de woestijn in. Als hij bijna van de dorst omkomt, vindt hij een oase waar hij liefdevol wordt opgenomen. Hij wordt schaapherder en trouwt daar met Zippora. Op een dag, wanneer een schaap wegloopt, spreekt God (in de vorm van een brandende struik) Mozes toe en geeft hem opdracht zijn volk, de Hebreeuwen, te bevrijden van de Egyptenaren en te leiden naar een beter land. En God zal aan zijn zijde staan om hem daarbij te helpen. Met Zippora gaat Mozes terug naar Egypte.
Eenmaal aangekomen blijkt dat Ramses nu farao is geworden. Mozes vraagt hem zijn volk vrij te laten, maar Ramses weigert. Het volk van Egypte wordt dan bestraft met de ergste plagen. Desondanks blijft de farao weigeren. Als de laatste plaag zich voltrekt, waarbij van alle eerstgeborenen het leven wordt genomen, geeft Ramses toe en laat de Hebreeuwen gaan.
Mozes leidt zijn volk naar het beloofde land. Wanneer zij voor de Rode Zee staan, verschijnt in de verte het leger van Ramses. Mozes heft zijn staf voor het laatste wonder van God, splijt de Rode Zee en leidt de Hebreeuwen er door heen.

## Rolverdeling
| Acteur                        | Personage      | Stem                               |
| ----------------------------- | -------------- | ---------------------------------- |
| Val Kilmer (dialoog)          | Mozes          | Gijs Scholten van Aschat (dialoog) |
| Amick Byram (zang)            | Mozes          | Frans van Deursen (zang)           |
| Ralph Fiennes                 | Ramses II      | Mark Rietman (dialoog)             |
| Ralph Fiennes                 | Ramses II      | Vic De Wachter (zang)              |
| Michelle Pfeiffer             | Zippora        | Lone van Roosendaal                |
| Sandra Bullock (dialoog)      | Mirjam         | Marlies Somers (dialoog)           |
| Sally Dworsky (zang)          | Mirjam         | Lottie Hellingman (zang)           |
| Jeff Goldblum                 | Aäron          | Rudolf Lucieer                     |
| Danny Glover (dialoog)        | Jeltro         | Max van Weegberg                   |
| Brian Stokes Mithchell (zang) | Jeltro         | Max van Weegberg                   |
| Patrick Stewart               | Seti           | Jan Decleir                        |
| Helen Mirren                  | Koningin Sitre | Will van Kralingen                 |
| Steve Martin                  | Hotep          | Arnold Gelderman                   |
| Martin Short                  | Huy            | Jon van Eerd                       |
| Ofra Haza                     | Yocheved       | Ofra Haza                          |

## Muziek
De soundtrack van de film werd gecomponeerd door Hans Zimmer (filmmuziek) en geschreven door Stephen Schwartz (liedjes) en bevat:

## Liedjes
| Vlag van Verenigde Staten | Vlag van Nederland               |
| ------------------------- | -------------------------------- |
| Deliver Us                | Verlos Ons                       |
| All I Ever Wanted         | Al Wat Ik Ooit Wilde             |
| Through Heaven's Eyes     | Voor Wie Uit De Hemel Kijkt      |
| Playing With The Big Boys | De Kleine Jongen Speelt Met Vuur |
| The Plagues               | De Plagen                        |
| When You Believe          | Voor Wie Gelooft                 |

## Musical
In 2020 kwam er een musical versie naar West End. Er waren al meerder kleine producties gemaakt van de musical. 
Voor de musical zijn er liedjes bijgeschreven en ook een nummer weg gelaten (Playing With The Big Boys).
Act I
- "Deliver Us" - Yocheved, Koningin Tuya, Jonge Miriam & Ensemble
- "Faster" - Moses, Ramses, Hotep & Ensemble
- "One Weak Link" - Seti
- "Footprints on the Sand" - Moses
- "Seti's Return" - Ensemble
- "Dance to the Day" - Tzipporah
- "All I Ever Wanted" - Miriam, Moses, Yocheved, Seti en Koningin Tuya
- "Make It Right" - Ramses & Moses
- "Moses in the Desert" - Moses & Ensemble
- "Through Heaven's Eyes" - Jethro & Ensemble
- "Faster (Reprise)" - Ramses & Moses
- "Never in a Million Years" - Tzipporah & Moses
- "Act I Finale: Deliver Us (Reprise) / All I Ever Wanted (Reprise)" - Hotep, Ramses, Nefertari, Koningin Tuya, Moses, Jethro & Ensemble

Act II
- "Return to Egypt" - Tzipporah, Hotep & Ensemble
- "Always On Your Side" - Ramses & Moses
- "Simcha" - Moses, Miriam, Tzipporah & Ensemble
- "Deliver Us (Reprise II)" - Aaron & Ensemble
- "The Plagues" - Moses, Hotep, Ramses, Nefertari, Miriam, Koningin Tuya, Aaron & Ensemble
- "For the Rest of My Life" - Moses
- "Heartless" - Nefertari
- "When You Believe" - Miriam, Tzipporah, Moses & Ensemble
- "Never in a Million Years (Reprise)" - Tzipporah & Moses
- "Act II Finale: When You Believe (Reprise) / Footprints on the Sand (Reprise)" - Miriam Moses, Yocheved, Tzipporah, Seti, Koningin Tuya, Jethro, Aaron & Ensemble

### Musical Cast
| Rol               | 2020 West End theatre                  |                   |
| ----------------- | -------------------------------------- | ----------------- |
| Mozes             | Luke Brady                             | Luke Brady        |
| Ramses II         | Liam Tamne                             | Liam Tamne        |
| Zippora           | Christine Allado                       | Christine Allado  |
| Mirjam            | Alexia Khadime                         | Alexia Khadime    |
| Aäron             | Silas Wyatt-Barke                      | Silas Wyatt-Barke |
| Pharaoh Seti      | Joe Dixon                              |                   |
| Jethro            | Gary Wilmot                            |                   |
| Queen Tuya        | Debbie Kurup                           |                   |
| High Priest Hotep | Adam Pearce                            |                   |
| Nefertari         | Tanisha Spring                         |                   |
| Yocheved          | Mercedesz Csampai                      |                   |
| Young Miriam      | Mia Lakha/Iman Pabani/Hannah Selk      |                   |
| Young Aaron       | Leo Babet/Jonah Collier/Taylor Jenkins |                   |

## Prijzen
- 1999 - Oscar
  - Beste lied ("When You Believe" - Stephen Schwartz)
- 1999 - BFCA Award
  - Beste animatiefilm
  - Beste lied ("When You Believe")

## Trivia
- Er werden ongeveer 600 religieuze experts aangesproken om de film zo nauwkeurig mogelijk weer te geven.
- De film werd gecensureerd in het overwegend islamitische Maleisië, omdat Mozes er als profeet in wordt afgebeeld.
- In 2002 was het de duurste animatiefilm die ooit was gemaakt.
- Ofra Haza heeft het lied "Deliver us" (Verlos ons Heer) in zeventien talen gezongen. In totaal is de film in 21 talen vertaald.